# Шпирер, Леон
Леон Шпирер (исп. Léon Spierer; род. 14 января 1928, Берлин) — немецкий скрипач.
Родился в перебравшейся в Германию семье польских евреев, давшей много профессиональных и полупрофессиональных музыкантов; дядя Шпирера руководил в Берлине танцевальным оркестром, профессиональным скрипачом стал и его двоюродный брат Джулиан Олевский, с которым Шпирер в детстве вместе начинал заниматься музыкой. Семья Шпиреров покинула Германию с началом её нацификации, некоторое время жила в Люксембурге, а в 1937 году обосновалась в Аргентине. На протяжении многих лет Шпирер учился у Льерко Шпиллера, а в 1955 г. по стипендии Британского Совета на протяжении года совершенствовал своё мастерство в Лондоне под руководством Макса Росталя.
C 1956 г. был концертмейстером Нюрнбергского филармонического оркестра, c 1957 г. — Бременской оперы, с 1958 г. — Стокгольмского филармонического оркестра. В 1963 г. занял пульт концертмейстера в Берлинском филармоническом оркестре под управлением Герберта фон Караяна и оставался на этом посту в течение 30 лет, до 1993 года.
Как солист записал несколько сонат Людвига ван Бетховена с Эрнестом Грёшелем, концерты Франца Бервальда (дирижёр Габриэль Хмура) и Хильдинга Русенберга (дирижёр Арвид Янсонс), сонату Богуслава Мартину для двух скрипок и фортепиано (с Фриделл Лэк и Тимоти Хестером) и др.
В 1957 г. был удостоен Кранихштайнской премии второй степени.
Сын — дирижёр Карлос Шпирер (род. 1963).